# Stenodyneroides corvus
Stenodyneroides corvus är en stekelart som först beskrevs av Meade-waldo 1915.  Stenodyneroides corvus ingår i släktet Stenodyneroides och familjen Eumenidae. Utöver nominatformen finns också underarten S. c. viridipennis.